# Węgliniec (stacja kolejowa)
Węgliniec (niem. Kohlfurt) – węzłowa stacja kolejowa w Węglińcu (województwo dolnośląskie), w pow. zgorzeleckim w Polsce położona w ciągu europejskiego korytarza transportowego E 30, na linii kolejowej nr 282 Miłkowice – Żary. Stacja Węgliniec stanowi także początek dla linii w kierunku: Zgorzelca, Bielawy Dolnej i Lubania.
Po modernizacji stacji peron 6 stał się częścią perony 3

## Ruch pasażerski
| Rok  | Wymiana pasażerska na dobę |
| ---- | -------------------------- |
| 2017 | 700-999                    |
| 2022 | 500-699                    |

## Połączenia kolejowe[6]
Połączenia pasażerskie w latach 1950-2000
| Okres     | Stacja docelowa | Liczba połączeń           | Źródło                             |
| --------- | --- | ------------------------- | ---------------------------------- |
| 1950/51   | Lubań Śląski Ruszów Zgorzelec Ujazd Zebrzydowa Legnica Żary k. Żagania Gozdnica Lubsko Żagań Ostrów Wielkopolski Warszawa | 8 7 6 5 4 2 1             | [ 7 ] [ 8 ] [ 9 ] [ 10 ]           |
| 1956/57   | Zebrzydowa Ruszów Bolesławiec Zgorzelec Ujazd Legnica Lubań Śląski Wrocław/Kraków Żary k. Żagania Gozdnica Żagań Czerwona Woda Lubsko Jelenia Góra Ostrów Wielkopolski Warszawa Bytom | 11 10 9 8 7 4 3 2 1       | [ 12 ] [ 13 ] [ 14 ] [ 15 ] [ 16 ] |
| 1966/67   | Bolesławiec Zebrzydowa Zgorzelec Lubań Śląski Zgorzelec Miasto Legnica Ruszów Jankowa Żagańska Żary k. Żagania Wrocław Główny Turoszów Görlitz Bogatynia Żagań Lubsko Wrocław Świebodzki Warszawa Główna Kraków Główny Jelenia Góra Drezno Paryż Berlin Erfurt Wismar Arnstadt                                                                                    | 11 10 9 7 6 5 3 2 1       | [ 17 ] [ 18 ] [ 19 ] [ 20 ] [ 21 ] |
| 1975/76   | Bolesławiec Zgorzelec Miasto Legnica Zgorzelec Lubań Śląski Zebrzydowa Wrocław Główny Ruszów Żary Görlitz Jelenia Góra Turoszów Żagań Lubsko Gryfów Śląski Warszawa Główna Plauen Auchen Lipsk Wrocław Świebodzki Warszawa Wschodnia Kraków | 11 10 8 7 6 4 3 2 1       | [ 22 ] [ 23 ] [ 24 ] [ 25 ]        |
| 1980/81   | Zgorzelec Miasto Lubań Śląski Zgorzelec Zebrzydowa Bolesławiec Legnica Wrocław Główny Ruszów Żary Żagań Jelenia Góra Turoszów Görlitz Drezno Bogatynia Lubsko Katowice Warszawa Wschodnia Lipsk Drezno Wrocław Świebodzki Auchen Rzeszów | 13 11 10 8 7 6 4 3 2 1    | [ 26 ] [ 27 ] [ 28 ] [ 29 ]        |
| 1985/86   | Zgorzelec Miasto Legnica Zebrzydowa Bolesławiec Lubań Śląski Zgorzelec Wrocław Główny Ruszów Żary Turoszów Jelenia Góra Görlitz Drezno Warszawa Wschodnia Bogatynia Lubsko Żagań Lipsk Kraków Zielona Góra Kolonia Zwickau Rzeszów | 13 11 10 9 7 6 3 2 1      | [ 30 ] [ 31 ] [ 32 ] [ 33 ]        |
| 1990/91   | Bolesławiec Legnica Zgorzelec Miasto Lubań Śląski Zgorzelec Zebrzydowa Gryfów Śląski Jelenia Góra Wrocław Główny Jankowa Żagańska Ruszów Görlitz Żary Drezno Żagań Warszawa Wschodnia Katowice Kraków Główny Zielona Góra Wrocław Świebodzki Rzeszów Lublin Warszawa Szczecin Lipsk Lubsko Świeradów Zdrój Karol Marx Stadt Kolonia Frankfurt nad Menem Monachium | 16 15 12 10 7 6 5 4 3 2 1 | [ 34 ] [ 35 ] [ 36 ] [ 37 ]        |
| 1996/97   | Lubań Śląski Legnica Zgorzelec Miasto Jelenia Góra Wrocław Główny Zgorzelec Jankowa Żagańska Żary Zielona Góra Görlitz Drezno Warszawa Wschodnia Kraków Szczecin Główny Żagań Frankfurt nad Menem | 14 11 10 9 7 4 3 2 1      | [ 38 ] [ 39 ] [ 40 ] [ 41 ]        |
| 1999/2000 | Lubań Śląski Zgorzelec Miasto Legnica Jelenia Góra Wrocław Główny Zgorzelec Żary Zielona Góra Görlitz Drezno Warszawa Wschodnia Kraków Główny Szczecin Główny Frankfurt nad Menem | 14 11 10 9 7 5 3 2 1      | [ 42 ] [ 43 ] [ 44 ] [ 45 ]        |

### Połączenia kolejowe (tabela)
| Stacja docelowa      | Przewoźnik          |
| -------------------- | ------------------- |
| Białystok            | PKP Intercity       |
| Dresden Hauptbahnhof | Koleje Dolnośląskie |
| Görlitz              | Koleje Dolnośląskie |
| Görlitz              | Polregio            |
| Jelcz-Laskowice      | Koleje Dolnośląskie |
| Jelenia Góra         | Koleje Dolnośląskie |
| Jelenia Góra         | PKP Intercity       |
| Legnica              | Koleje Dolnośląskie |
| Lubań Śląski         | Koleje Dolnośląskie |
| Stara Kamienica      | Koleje Dolnośląskie |
| Wrocław Główny       | Koleje Dolnośląskie |
| Zielona Góra         | Polregio            |
| Zgorzelec            | Koleje Dolnośląskie |
| Zgorzelec            | Polregio            |
| Żagań                | Polregio            |

## Charakterystyka

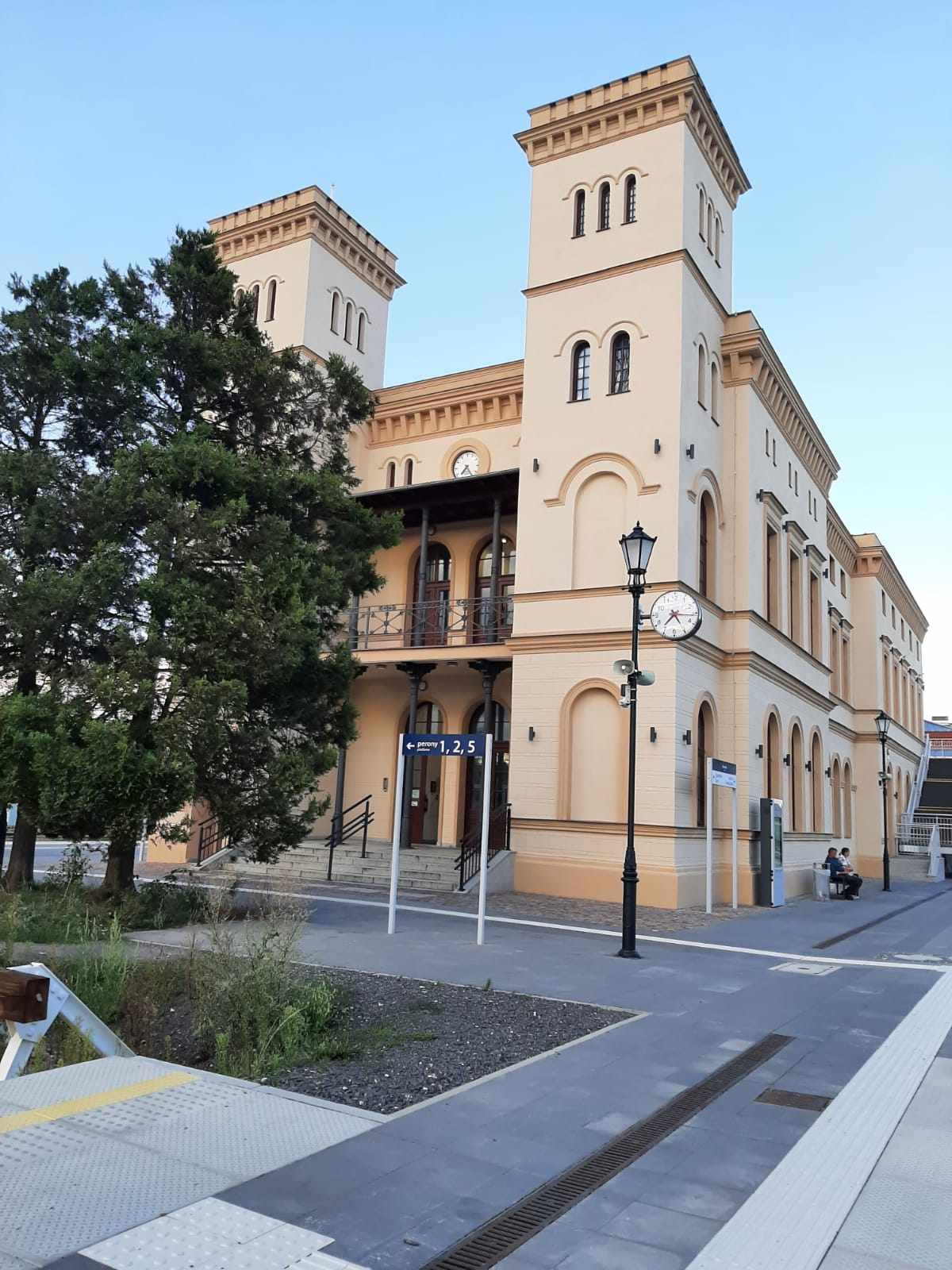
Budynek dworca w Węglińcu

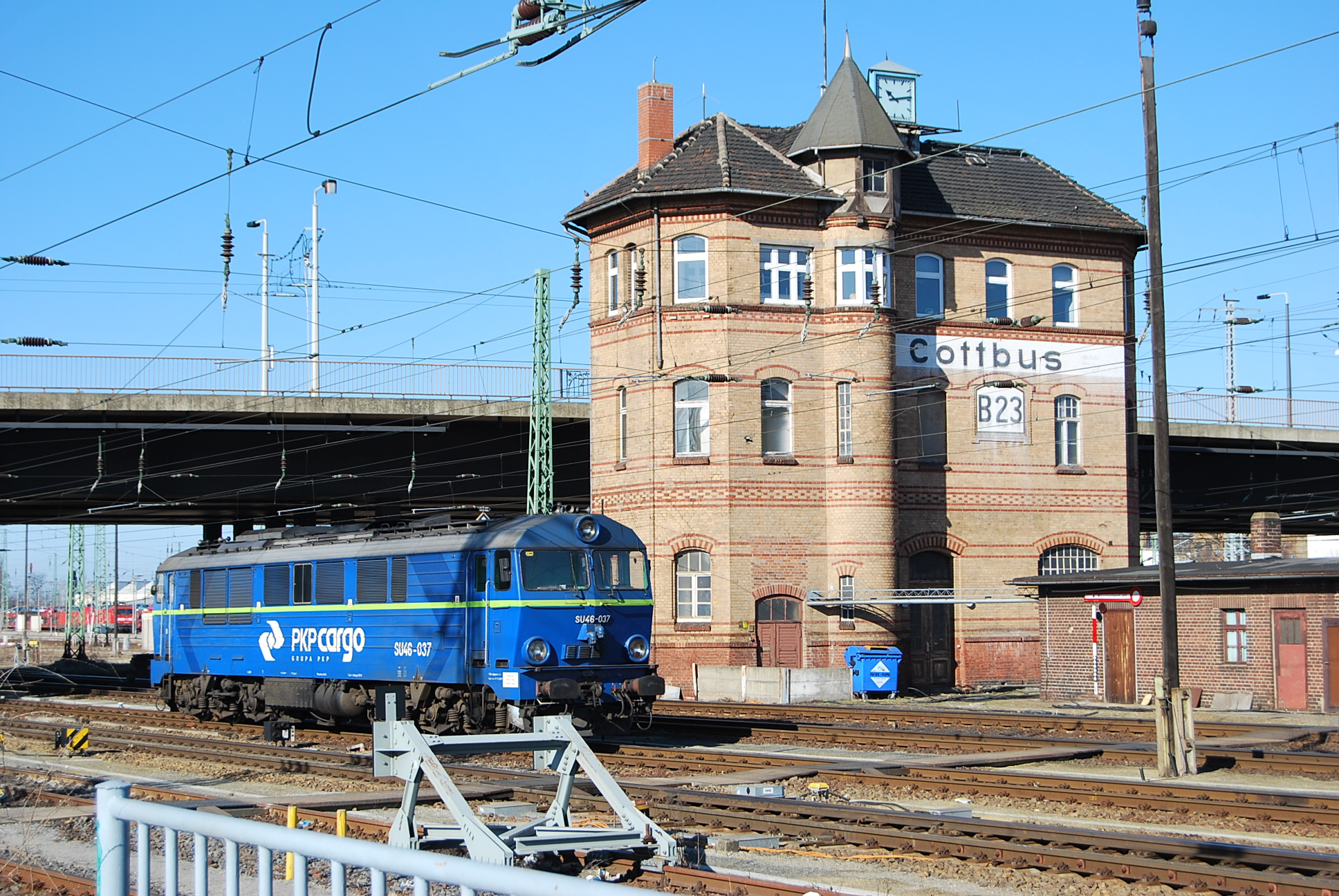
Lokomotywa SU46-037 z lokomotywowni PKP Cargo w Węglińcu podczas postoju na stacji w Cottbus (2011 r.)

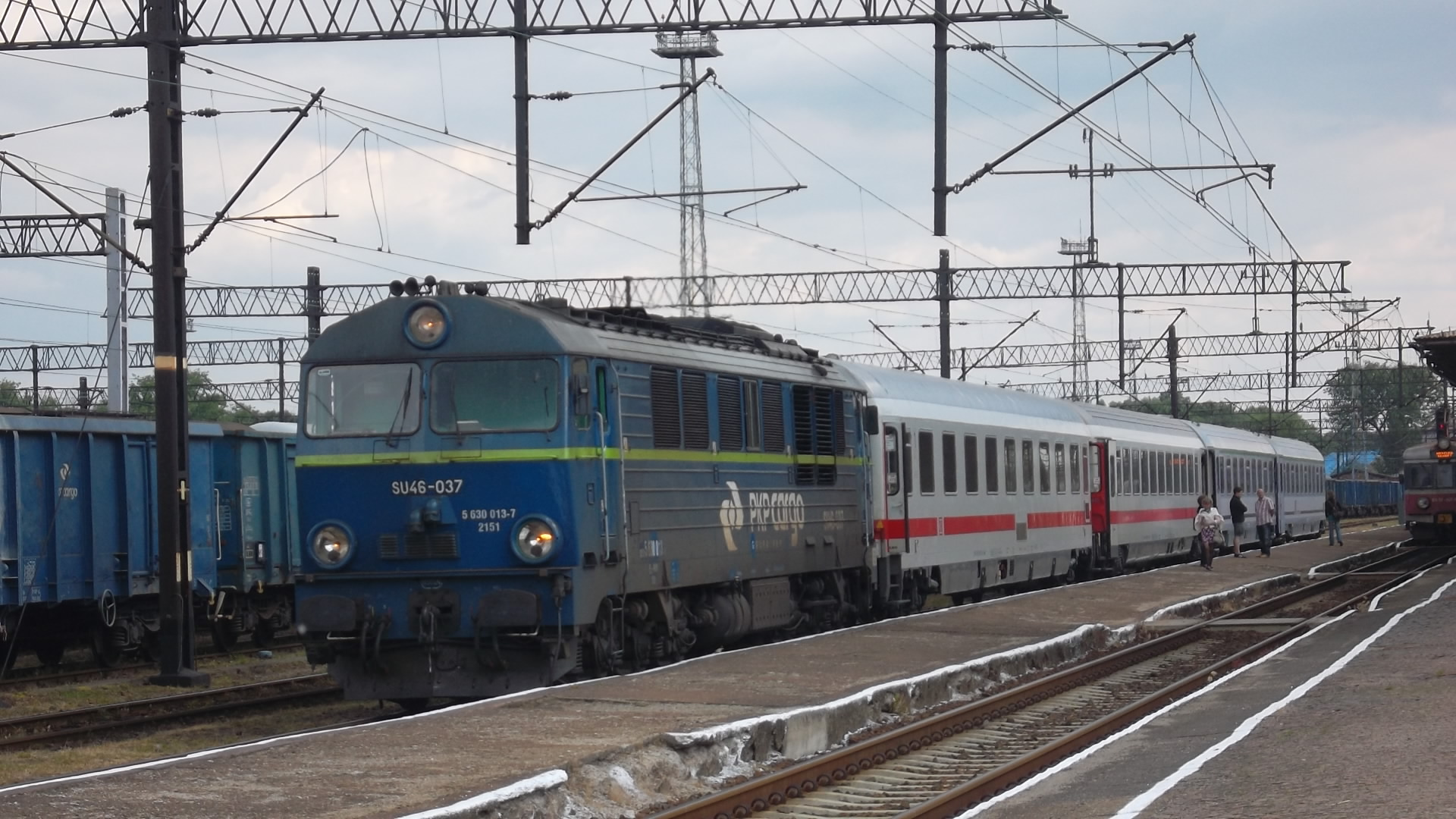
Lokomotywa spalinowa SU46-037 podczas podłączania do składu pociągu EC „Wawel” – ostatniego pasażerskiego składu klasycznego prowadzonego przez Węgliniec (2012 r.)

Według klasyfikacji PKP ma kategorię dworca lokalnego.
21 grudnia 1985 r. do stacji w Węglińcu doprowadzono sieć trakcyjną od strony Wrocławia. Pół roku później odbudowano również sieć na zelektryfikowanej uprzednio już przed wojną linii kolejowej z Węglińca do Lubania. Elektryfikacja szlaku Węgliniec – Zgorzelec Miasto – Lubań Śląski oraz Węgliniec – Żary, jeszcze w 1985 roku przewidywane były do realizacji po roku 1990. Z tego względu, przez blisko 30 lat na stacji w Węglińcu dokonywano zmian lokomotyw składów pasażerskich, kursujących bezpośrednio między Wrocławiem a Zgorzelcem bądź Żarami, z elektrowozów na spalinowozy bądź odwrotnie. 
Od likwidacji w połowie grudnia 2014 r. międzynarodowego pociągu EC Wawel (ostatniego złożonego z lokomotywy i wagonów na zachodniej części magistrali E30) lokomotywy zmieniały w Węglińcu wyłącznie pociągi towarowe. Podróżni przesiadali się na stacji z elektrycznych zespołów trakcyjnych z Wrocławia do szynobusów w kierunku Żar, Zgorzelca i Jeleniej Góry. Po roku 2000 wznowiono prace nad elektryfikacją linii wchodzących w skład korytarza E30: w 2011 roku rozpoczęto prace nad elektryfikacją linii do granicy w Horce, natomiast prace elektryfikacyjne w kierunku Zgorzelca przewidziano na lata 2015-2017. Ostatecznie PKP PLK w listopadzie 2017 podpisała umowę z PKP Energetyka na elektryfikację tej linii. Wg warunków przetargu, na wykonanie zlecenia jego zwycięzca miał 14 miesięcy od podpisania umowy, jednak prace rozpoczęto dopiero we wrześniu 2018. W lipcu 2019 inwestor zapewniał, że prace zostaną zakończone do końca roku. 
Funkcjonowanie stacji jako punktu zmiany rodzaju trakcji wymuszało konieczność utrzymania rozbudowanego zaplecza obsługowo-naprawczego. W jego skład wchodziły, między innymi, lokomotywownia, punkty napraw i przeglądów lokomotyw, punkty tankowania, zbiorniki, górki rozrządowe i rozległe grupy torów.
W grudniu 2020 PKP podpisało umowę na remont dworca, w ramach której przebudowane zostaną budynki starego i nowego dworca, część kładki dla pieszych nad torami oraz przylegające do budynków dworcowych wiaty, których kolumny zostaną odtworzone na wzór historycznych. Pochodzący z 1865 i wpisany do rejestru zabytków budynek Nowego Dworca poddany zostanie renowacji ceglanej elewacji (wraz z bogatym detalem architektonicznym), która zostanie podkreślona przez nocną iluminację. Planowane jest także przywrócenie zegarów tarczowych na elewacjach od strony torów, przywrócenie historycznego wyglądu stolarki okiennej i drzwiowej, wykonanie izolacji przeciwwilgociowej, ocieplenie budynku od wewnątrz, wymiana stropów, a także wzmocnienie konstrukcji zadaszenia i wymiana poszycia dachowego.
Węgliniec to dawna stacja rozrządowa, współcześnie funkcjonująca jako stacja manewrowa.
Węzeł posiada istotne znaczenie w ruchu towarowym, obsługując pociągi w kierunku granicy państwowej:
- Zawidów – Frydlant v Čechach (PKP PLK – SŽDC),
- Zgorzelec – Görlitz (PKP PLK – DB Netz),
- Węgliniec – Horka (PKP PLK – DB Netz),
- Zasieki – Forst (PKP PLK – DB Netz)[57].

## Historia
- 1 września 1846 – otwarcie stacji i nazwa Kohlfurt,
- 28 sierpnia 1945 – zmiana nazwy na Kaławsk,
- 1947 – zmiana nazwy na Węgliniec,
- 1979 – elektryfikacja.

W początku lipca 1945 r. do Węglińca przybyła pierwsza grupa polskich kolejarzy z DOKP Poznań, aby uruchomić węzeł. Okazało się wówczas, że nie tylko w mieście nie ma władz polskich, ale że są oni jedynymi w nim Polakami. Spadł więc na nich obowiązek zorganizowania władz miejskich. Uruchomili również miejscową elektrownię.